# Oskar Schindler
Oskar Schindler (Zwittau-Brinnlitz, Češka, 28. travnja 1908. – Hildesheim, 9. listopada 1974.), njemački industrijalac koji je spašavao Židove u Drugom svjetskom ratu od mučenja i sigurne smrti u Holokaustu. Tijekom rata spasio je 1200 Židova od sigurne smrti tako što ih je zaposlio u svojim tvornicama koje se danas nalaze u Češkoj i Poljskoj. Glavni je lik u knjizi Schindlerova arka po kojoj je snimljen film Schindlerova lista. 

## Rani život
Oskar Schindler rođen je 28. travnja 1908. u češkom gradiću Zwittau-Brinnlitz. Otac mu se zvao Hans Schindler, majka Franziska (rođena Luser). Rođen je u bogatoj katoličkoj obitelji koja je za vrijeme velike depresije 1930-ih bankrotirala. Schindler se tada pridružio NSDAP-u. Kada je Oskar imao 27 godina, njegovi roditelji su se razveli. Oskar je imao jako prisnu vezu sa svojom sestrom Elfride.
Dana 6. ožujka 1928. Oskar se oženio s Emilie Pelzl (22. listopada 1907. – 5. listopada 2001.), kćeri Josefa i Marie Pelzl. U braku nisu imali djece.

## Tijekom Drugog svjetskog rata
Kao oportunistički biznismen, Schindler je bio jedan od mnogih koji je vidio profit od Njemačke invazije Poljske 1939. Dobio je vlasništvo nad tvornicom u Krakovu od židova koji se zvao Natan Wurzel (vidi arijanizacija).
Schindler je, po Wurzelovom savjetu, tvornicu preimenovao u Deutsche Emaillewaren-Fabrik ili DEF da bi proizvodio emajlirano posuđe. Pridobio je oko 1300 Židovskih robovskih radnika uz pomoć svog Židovskog računovođe Itzhaka Sterna. Kada su se Stern i Schindler prvi put sreli, Schindler mu je pružio ruku, no Stern ju je odbio. Kada ga je Schindler pitao zašto, on mu je rekao da je on Židov i da je Židovima zabranjeno rukovati se s Nijemcima. Schindler je na to odgovorio njemačkom frazom: "Scheiße". Moguće je da je Schindler u početku bio motiviran novcem - primjerice skrivajući bogate Židovske industrijalce - no kasnije je štitio svoje radnike bez obzira na cijenu. Tvrdio da su nesposobni ili hendikepirani radnici nužni u njegovoj tvornici. Kada bi Nijemci ozlijedili njegove radnike, Schindler bi odmah ulagao prigovore vladi. Schindler je tijekom rata uhićen tri puta. Prvi put zbog toga što je poljubio mladu Židovku u obraz, a drugi put ga je uhitio Gestapo i to zbog aktivnosti na crnom tržištu. Danas je poznato da je Schindler bio agent Abwehra.
Schindler je bio svjedok iznenednog upada u Krakovski geto 1942., u kojem su vojnici skupljali naseljenike geta da ih prebace u koncentracijski logor u Kraków-Płaszów. Schindler je bio užasnut brojkom ubijenih Židova koji su radili u njegovoj tvornici. Bio je jako uvjerljiva osoba, i nakon upada u geto, povećano je koristio svoje sposobnosti kako bi zaštitio svoje Schindlerjuden. Schindler je skrenuo sa svog puta obogaćivanja da bi spasio Židove koji su radili u DEF-u, često koristeći svoj legendarni šarm i laskavu osobnost kako bi izvukao svoje radnike iz neprilika. Jednom, kaže autor Eric Silver u Knjizi pravednika: "Dva gestapovca došla su u njegov ured i tražila da preda petočlanu Židovsku obitelj koja je kupila krivotvorene poljske dokumente.". Schindler je rekao "dva pijana Gestapovca otplesala su iz mog ureda bez njihovih zatvorenika i bez inkriminirajućih dokumenata koje su zatražili.". Schindler je navodno i krijumčario djecu iz geta i slao ih poljskim časnim sestrama, koje su ih ili sakrivale od nacista ili su tvrdile da su kršćanska siročad. Dogovorio se s Amonom Göthom, zapovjednikom Płaszówa, da se 900 Židova prebaci u jedan tvornički prostor gdje bi bili relativno sigurni od pustošenja njemačkih vojnika.
Schindler je dva puta uhićen od strane Gestapa zbog aktivnosti na crnom tržištu i komplikacija s utajom. Zapovjednik Amon Göth i mnogi drugi SS-ovci uzimali su Židovske posjede (novac, nakit, umjetnine itd.) za sebe, iako su oni po zakonu, pripadali Reichu. Schindler je posredovao u prodaji na crnom tržištu i očuvao je brojne ukradene predmete. Ispitivan je, no oba puta je uspio izbjeći uhićenje. Schindler bi inače podmitio vladine dužnosnike da izbjegne ispitivanje. Napredak Crvene armije prijetio je oslobađanju konc-logora. Svi ti logori su uništeni i većina njihovih stanovnika je ubijeno. No Schindler je već u listopadu 1944. premjestio 1098 Židova u Brněnec-Brünnlitz, Protektorat Češke i Moravske, gdje je dobio još jednu bivšu židovsku tvornicu. Tu je započeo proizvodnju protu-avionske municije. Crvena armija je Brněnec oslobodila 8. svibnja 1945. Schindler je tvornicu napustio prije oslobođenja, i to u pratnji svoje supruge Emilie i nekih prominentnih Židova.
Schindler je u svom životu prošao kroz 3 faze: prva je bila ta u kojoj ga je interesirao samo novac, druga je bila ta u kojoj je želio zaraditi novac, spasiti svoje radnike i spasiti sebe i na koncu treća u kojoj je shvatio da ne može ostvariti sve tri stvari, nego da se mora odlučiti za jednu od te tri - Oskar Schindler se odlučio za najbolju od te tri, odlučio se za spašavanje svojih radnika.

## Nakon Drugog svjetskog rata
Nakon rata Oskar je emigrirao u Argentinu. Bankrotirao je i vratio se u Njemačku 1958. gdje je vodio nekoliko propalih i neuspješnih poslova. Oskar se smjestio u Frankfurtu na Majni u ulici Am Hauptbahnhof Nr. 4 i pokušao - ponovno uz pomoć židovske organizacije - osnovati tvornicu cementa. Posao je propao 1961. Njegov poslovni partner otkazao je njihovo partnerstvo uz riječi: "...sada je jasno da si ti prijatelj Židova i više neću surađivati s tobom..."
Oskar Schindler je umro 9. listopada 1974. u 66. godini života u mjestu Hildesheim. Pokopan je na katoličkom groblju na brdu Sion u Jeruzalemu.
Nitko zapravo ne zna koji su bili Schindlerovi motivi. No, citiramo njegovu rečenicu:

## Schindlerova komemoracija
Godine 1964. Schindler je odlikovan u izraelovom Yad Vashem memorialu za Holokaust kao Pravednik među narodima. Tu nagradu Židovska država dodjeljuje iznimno rijetko, a kada je i dodijeli, dobiju je uglavnom Goi. Ta nagrada se danas dodjeljuje Pravednoj osobi koja (uglavnom kroz pisanje) potiče na prihvaćanje Židova i Židovske države te ismijava i marginalizira antisemitizam. U ono vrijeme Schindler je bio tek treći kršćanin i, nesumnjivo, jedini bivši član (dok ih je spašavao još je bio član) NSDAP-a koji je dobio to priznanje. Dobio je čast da posadi drvo u Aveniji pravednih.
Schindlerova priča, koju je ispričao preživjeli iz Holokausta Poldek Pfefferberg, bila je osnova za knjigu Toma Keneallyja Schindlerova arka (koja je kasnije preimenovana u Schindlerova lista). Tu knjigu je Steven Spielberg 1993. adaptirao u film Schindlerova lista. Schindlera je u filmu glumio Liam Neeson, koji je 1993. bio nominiran za Oscara za najboljeg glavnog glumca za tu ulogu. No, film je iste te godine osvojio Oscara za najbolji film, a redatelj Steven Spielberg Oscara za najboljeg redatelja. Uz ta dva, film je osvojio još pet Oscara (najbolji scenarij, scenografija, fotografija, montaža, glazba), što je ukupno sedam, uz još pet nominacija (najbolji glavni glumac - Liam Neeson, sporedni glumac - Ralph Fiennes, kostimi, šminka, zvuk).
Pojavljivanjem Spielbergova filma, Schindler je predstavljen popularnoj kulturi. Budući da je nekima film jedini izvor znanja o Schindleru, važno je napomenuti da je on stvarno bio onakav kakvim ga je Spielberg prikazao u filmu: kao čovjeka koji je vođen profitnim amoralom, no koji kasnije donosi vrlo važnu odluku da mu je spašavanje židovskih radnika važnije od profita, a da bi to učinio nekad je morao i davati velike svote novca nacističkim dužnosnicima. Iako se Spielberg nije odrekao umjetničke slobode, Oskar Schindler je, izgleda, doista bio rijedak slučaj neromantiziranog povijesnog protagonista. No, Schindler je potrošio većinu svog bogatstva i isključio sebe iz bilo kojeg političkog položaja u svojoj državi samo da bi spasio živote svojih židovskih radnika.

## Knjige
- Crowe, David M. Oskar Schindler: Neispričane priče iz njegova života, ratne aktivnosti, i istinita priča o listi. Philadelphia: Westview Press, 2004. ISBN 0-8133-3375-X
- Keneally, Thomas. Schindlerova Arka. New York: Simon and Schuster, 1982. ISBN 0-340-33501-7. Republished as Schindler's List in 1993, ISBN 0-671-88031-4.

## Vanjske poveznice
- Schindlerova priča  Arhivirana inačica izvorne stranice od 23. listopada 2007. (Wayback Machine)
- Oskar i Emilie Schindler u Yad Washem Memorialu
- Lista Oskara Schindlera na Auschwitz.dk
- Bibliografija resursa iz Holokausta  Arhivirana inačica izvorne stranice od 26. listopada 2013. (Wayback Machine)
- Grob Oskara Schindlera na www.findagrave.com
- United States Holocaust Memorial Museum - Posebne teme: Oskar Schindler  Arhivirana inačica izvorne stranice od 19. srpnja 2006. (Wayback Machine)